# PubChem
PubChem és una base de dades de molècules que està mantinguda per la National Center for Biotechnology Information (NCBI), que forma part de la National Library of Medicine, i dels National Institutes of Health dels Estats Units. Es pot consultar gratuïtament a través d'Internet, a més de poder descarregar les dades de milions d'estructures via FTP. La majoria de molècules llistades en PubChem tenen un pes molecular inferior a 2000 uma. L'American Chemical Society va intentar, sense èxit, restringir les seves activitats al·legant que competien amb el seu Chemical Abstracts Service. Més de 50 proveïdors de bases de dades contribueixen al creixement de PubChem.

## Bancs de dades
PubChem conté tres bases de dades primàries:
- Composts: 10,2 M entrades, composts purs i barreges (més informació)
- Substàncies: 15,5 M entrades (més informació)
- Bioassaigs: amb diversos milions d'entrades (més informació)